# Спрус-Гілл Тауншип (округ Джуніата, Пенсільванія)
Спрус-Гілл Тауншип (англ. Spruce Hill Township) — селище (англ. township) в США, в окрузі Джуніата штату Пенсільванія. Населення — 793 особи (2020).

## Демографія
Згідно з переписом 2010 року, у селищі мешкали 834 особи в 312 домогосподарствах у складі 228 родин. Було 377 помешкань
Расовий склад населення:
| - 92,1 % — білих - 4,4 % — чорних або афроамериканців - 0,7 % — азіатів |

До двох чи більше рас належало 1,9 %. Частка іспаномовних становила 0,7 % від усіх жителів.
За віковим діапазоном населення розподілялося таким чином: 23,6 % — особи молодші 18 років, 61,8 % — особи у віці 18—64 років, 14,6 % — особи у віці 65 років та старші. Медіана віку мешканця становила 42,4 року. На 100 осіб жіночої статі у селищі припадало 106,4 чоловіків; на 100 жінок у віці від 18 років та старших — 115,9 чоловіків також старших 18 років.
Середній дохід на одне домашнє господарство становив 56 255 доларів США (медіана — 51 750), а середній дохід на одну сім'ю — 65 552 долари (медіана — 59 722). Медіана доходів становила 41 833 долари для чоловіків та 33 125 доларів для жінок. За межею бідності перебувало 17,4 % осіб, у тому числі 31,8 % дітей у віці до 18 років та 4,2 % осіб у віці 65 років та старших.
Цивільне працевлаштоване населення становило 425 осіб. Основні галузі зайнятості: виробництво — 19,8 %, освіта, охорона здоров'я та соціальна допомога — 11,5 %, будівництво — 10,8 %.